# 南郷駅
南郷駅（なんごうえき）は、宮崎県日南市南郷町中村乙にある、九州旅客鉄道（JR九州）日南線の駅である。

## 歴史
- 1936年（昭和11年）3月1日：鉄道省志布志線（現・日南線）榎原駅 - 大堂津駅間延伸時に開設[1]。
- 1952年（昭和27年）4月12日：現駅舎改築落成[2][注釈 1]。
- 1963年（昭和38年）5月8日：志布志線志布志駅 - 北郷駅間が日南線へ編入、同線の駅となる。
- 1971年（昭和46年）2月1日：貨物取扱廃止[4]。
- 1985年（昭和60年）3月14日：荷物扱い廃止[4]。
- 1987年（昭和62年）4月1日：国鉄分割民営化に伴い、九州旅客鉄道（JR九州）の駅となる[4]。
- 1991年（平成3年）5月：無人駅化[5]。
- 1992年（平成4年）
  - 2月1日：駅舎内に南郷町観光協会が入居[5]。
  - 4月：簡易委託駅化[5]。
- 2020年（令和2年）2月2日：駅舎を白と紺色で再塗装し、「ライオンズ南郷駅」の愛称名を設定[6][7]。
- 2022年（令和4年）4月1日：宮崎支社発足、鹿児島支社から同支社へ移管[8]。

## 駅構造
単式ホーム1面1線と保線用側線1線を有する地上駅。古くからの駅舎を備える。2009年10月に宮崎駅 - 当駅間を結ぶ特急「海幸山幸」運転開始に合わせてリニューアルを行った。
駅舎には観光協会が入居していて、その観光協会が切符販売を受託する簡易委託駅であり、きっぷうりばが設置されている。
臨時特急「海幸山幸」の発着駅だが、棒線駅構造の当駅には留置出来ないので、当駅 - 油津駅間で回送列車が設定されている。当駅止まりの最終列車もこれに準じる。
南郷町は、日南市編入前から長らく西武ライオンズキャンプ地であったため、2020年2月に地域活性化策として地元高校生とタイアップし、駅舎を白と紺色、ロゴマーク等で塗装し、「ライオンズ南郷駅」の愛称名が設定された。この取組みは同じ日南市でキャンプする広島東洋カープもファンとのタイアップで油津駅を赤く塗装し、「カープ油津駅」の愛称を設定している（詳細は当該記事参照）。企画した高校生によれば、「カープ油津駅」の二番煎じといわれないよう、駅舎にはメットライフドームの備品等も取入れる、としている。

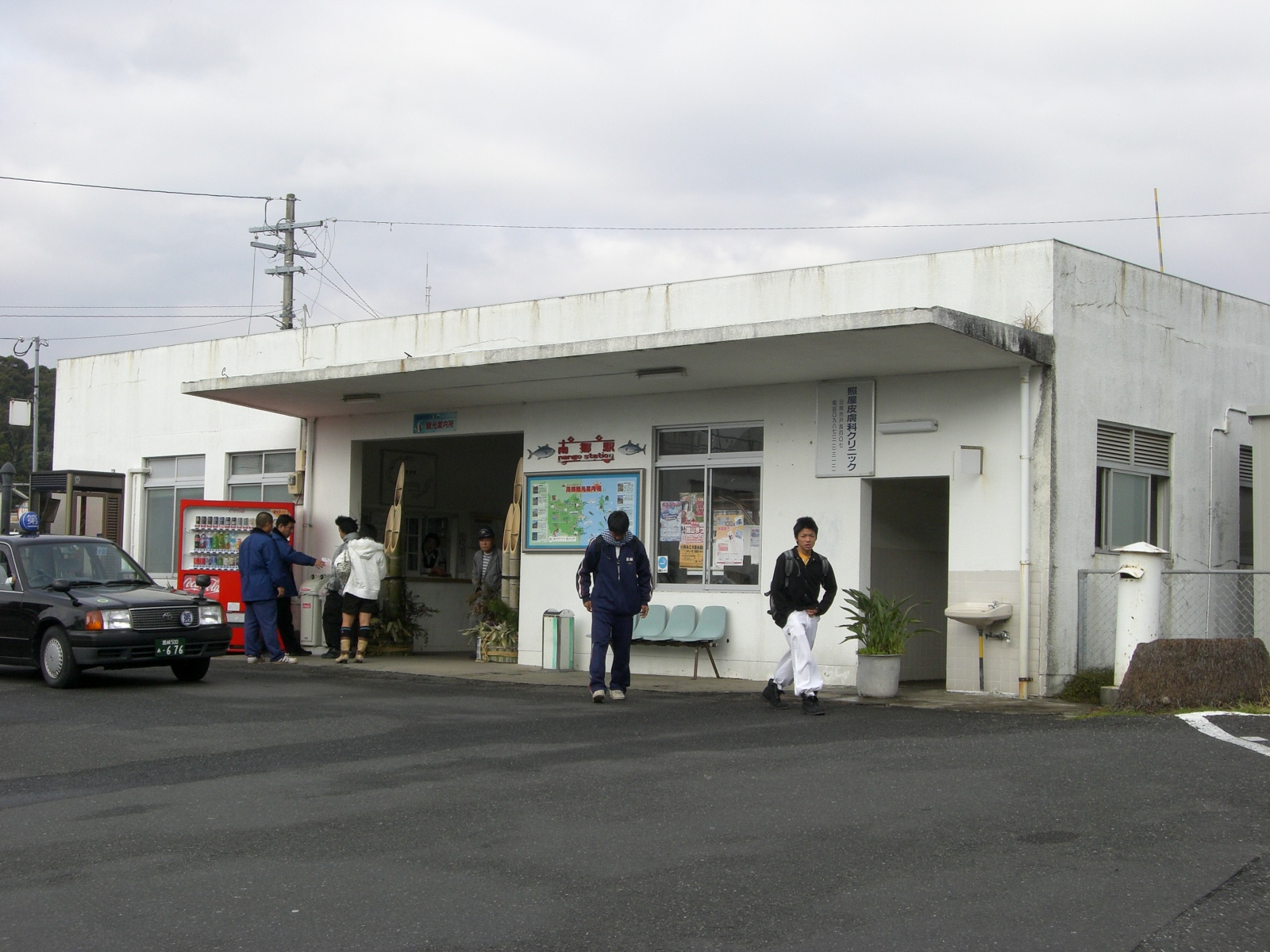
リニューアル前の駅舎（2007年12月）
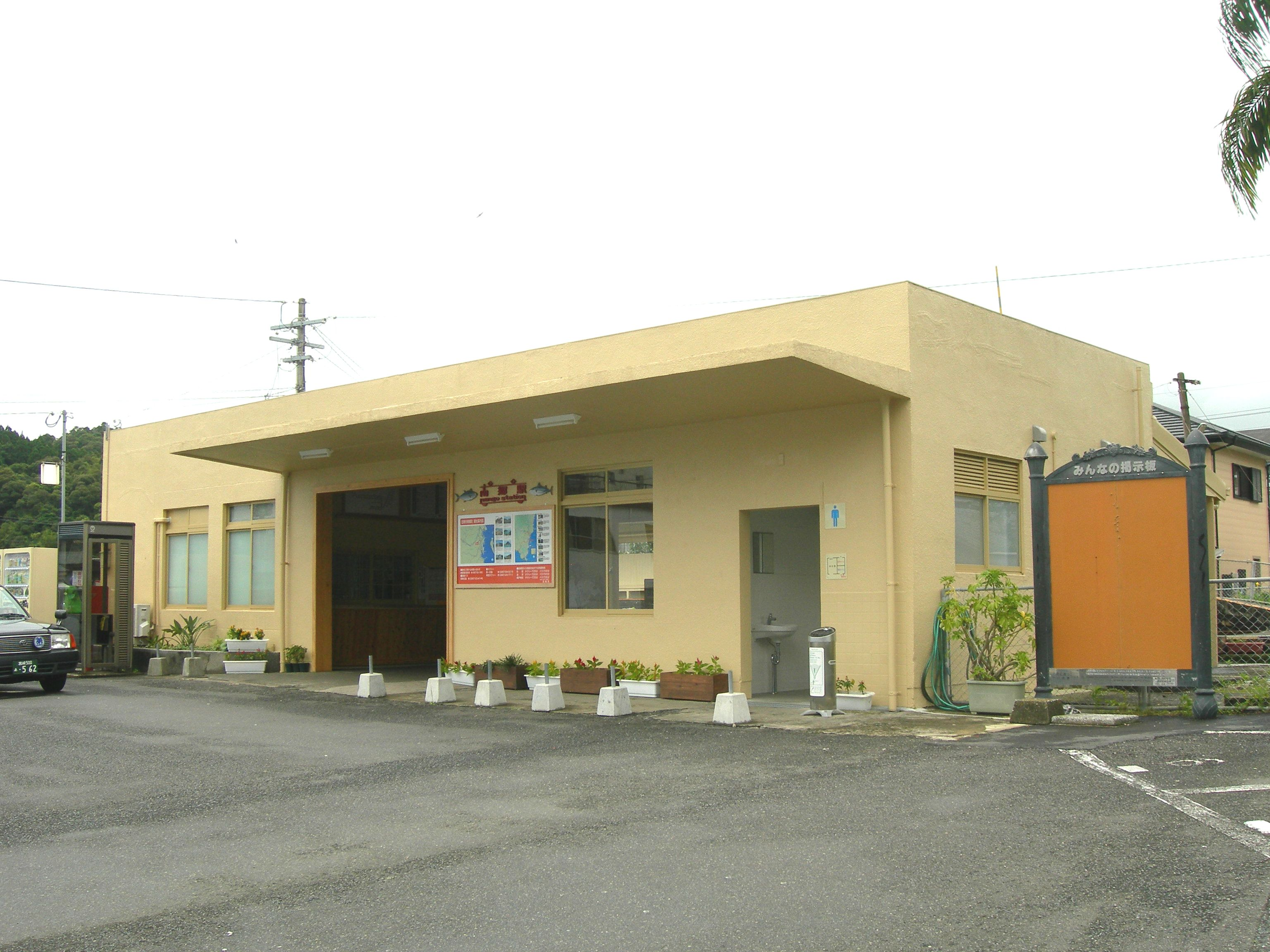
ライオンズ仕様となる前の駅舎（2010年6月）
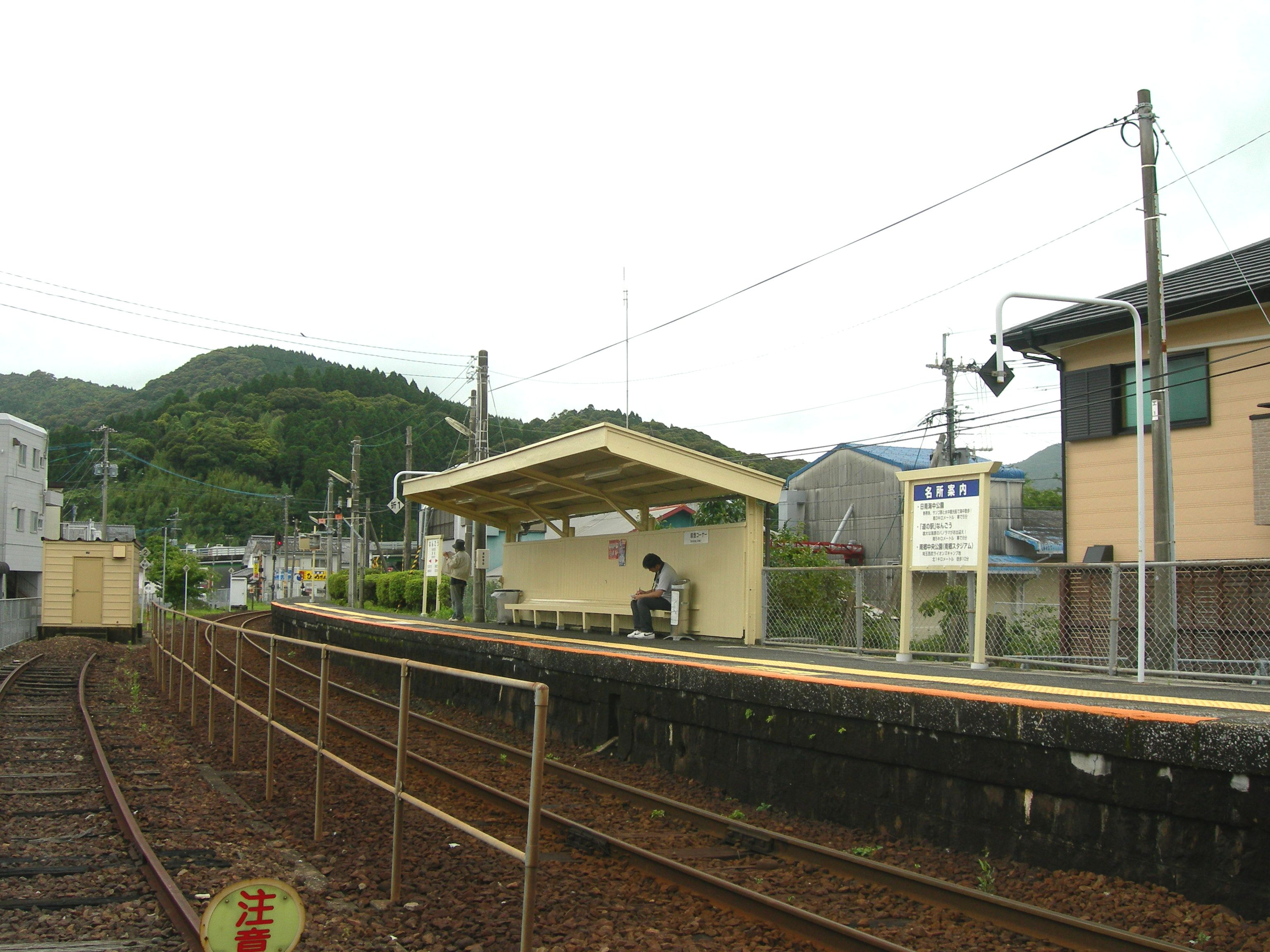
ホーム（2010年6月）

## 利用状況
2015年（平成27年）度の1日平均乗車人員は167人である。
近年の1日平均乗車人員の推移は以下の通り。
| 年度   | 1日平均 乗車人員 |
| ------ | ---------------- |
| 1996年 | 543              |
| 1997年 | 474              |
| 1998年 | 483              |
| 1999年 | 461              |
| 2000年 | 437              |
| 2001年 | 427              |
| 2002年 | 389              |
| 2003年 | 378              |
| 2004年 | 387              |
| 2005年 | 322              |
| 2006年 | 314              |
| 2007年 | 283              |
| 2008年 | 265              |
| 2009年 | 209              |
| 2010年 | 179              |
| 2011年 | 159              |
| 2012年 | 160              |
| 2013年 | 168              |
| 2014年 | 158              |
| 2015年 | 167              |

## 駅周辺
- 日南市南郷町総合支所（旧・南郷町役場）
- 南郷郵便局
- 日南市立南郷小学校
- 日南市立南郷中学校
- 目井津港
  - 港の駅めいつ
- 南郷町中央公園 南郷スタジアム（埼玉西武ライオンズキャンプ地）
- 日南海岸 南郷プリンスホテル（埼玉西武ライオンズ春季キャンプ宿舎）

## 隣の駅
九州旅客鉄道（JR九州）
■日南線
特急「海幸山幸」発着駅
■快速「日南マリーン号」（飫肥駅より各停）・■普通
大堂津駅 - 南郷駅 - 谷之口駅